# إبراهيم بن الحصين البارقي الأزدي
إبراهيم بن الحصين الأسدي الأسدي (بتسكين السين) وهي غير قبيلة أسَد (بفتح السين) العدنانية، من شهداء كربلاء، ذكرة الشيعة في الصحابة، شقيق الصحابي المستظل بن الحصين البارقي الازدي. 

## يوم كربلاء
ذكر في أعيان الشيعة أنه كان من أصحاب الحسين بن علي، وأن الإمام حين قال هل من ناصر ينصرني وذكر أسماء أصحابه، وقال يا أسد الكلبي ويا إبراهيم بن الحصين ويا داود بن الطرماح. وذكر في نفس المهموم أنه لما استأذن إبراهيم بن الحصين من الإمام الحسين للقتال وأذن له برز للقتال. فقاتل حتى قتل أربعة وثمانين رجلا وكان يرتجل حتى قتل وهو يقول:

## وفاته
استشهد بعد ظهر العاشر من محرم إلى جانب الإمام الحسين بن علي بن أبي طالب